# Пітниця
Пітниця (Miliaria)  — гострий запальний висип, що виникає при уповільненні випаровування поту при його інтенсивному виділенні. Розвивається при гострих захворюваннях з гарячкою, сильному перегріванні, підвищенні температури повітря. Причиною захворювання може бути затримка поту у вивідних протоках потових залоз у результаті набухання рогового шару.

## Етіологія та патогенез
Хоча пітниця буває в будь-якому віці, найчастіше вона зустрічається у грудних дітей. Тому є дві причини. По-перше, чим вужче протоки, тим скоріше вони можуть закупоритися. Друга причина — коли батьки у холодну погоду кутають малюків, через що вони посилено упрівають.
Пітниця виникає в обставинах, що сприяють рясному і тривалому потінню при недостатній вентиляції. Вона може з'явитися в жарку вологу погоду або при захворюванні з високою температурою. Найбільш важкі форми пітниця приймає в тропічному кліматі. Плин пітниці збільшується ожирінням або носінням тісного, прилягаючого одягу. Проте пітниця звичайно проходить сама собою і рідко дає ускладнення — вторинну інфекцію, бактеріальну або грибкову.
У людській шкірі розташовано більше двох мільйонів потових залоз. При нормальних обставинах вироблюваний ними піт вільно і безперешкодно надходить на поверхню шкіри через крихітні вивідні протоки. Але якщо відділення поту надовго підсилюється, він може закупорити протоки і зупинитися. Цей застряглий піт, накопичуючись в протоках, розриває їхні стінки. У результаті виникає запалення шкіри.

## Клінічні прояви
Ознака пітниці — раптове рясне висипання дрібних папул і пухирців. Висип локалізується на закритих ділянках шкірного покриву, тулубі, згинальній поверхні кінцівок. Через 3-4 дні пухирці підсихають, з'являється незначне лущення. Свербіж відсутній.
Червона пітниця характеризується висипанням вузликів червоного кольору та пухирців з мутним вмістом, оперезаних геморагічним обідком. Елементи висипу можуть зливатися, утворюючи мокрі вогнища. Нерідко спостерігається свербіж шкіри, відчуття печіння. При приєднанні вторинної інфекції утворюються пухирці молочно-білого кольору (біла пітниця).

## Лікування та профілактика
Ванни з перманганатом калію та наступним припудрюванням порошком (окис цинку, тальк — по 10 г), спиртові водні суміші. Всередину дають хлорид кальцію, димедрол, супрастин. При вторинній інфекції — антибіотики, синтоміцинова емульсія.
Як профілактику здійснюють контроль за гігієнічним станом шкіри, усунення причин, що викликають посилене та швидке потовиділення.